# St-Léger (Amenucourt)

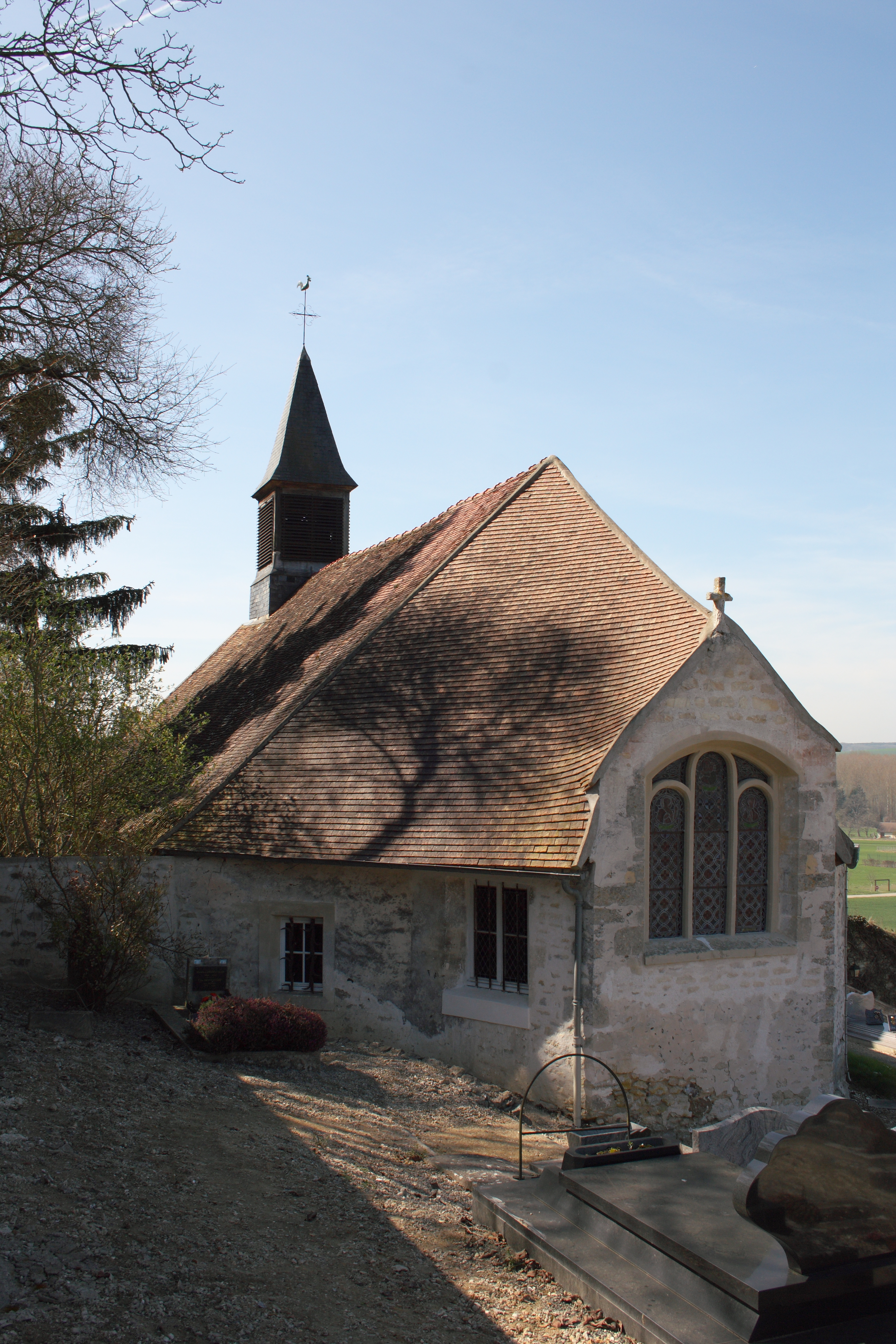
Kirche St-Léger

Die katholische Kirche Saint-Léger in Amenucourt, einer Gemeinde im Département Val-d’Oise in der französischen Region Île-de-France, geht auf das 12. Jahrhundert zurück. Seit 1940 stehen zwei Säulen mit Kapitellen als Monument historique auf der Liste der Baudenkmäler in Frankreich.

## Geschichte
Die dem heiligen Leodegar von Autun geweihte Kirche befindet sich inmitten eines Friedhofs. Im Jahr 1151 wurde sie von Hugo III. d’Amiens, Erzbischof von Rouen, der Abtei Saint-Martin in Pontoise übergeben und 1175 kam sie an das Priorat Sausseuse im heutigen Tilly. Ab dem 15. Jahrhundert wurde die ursprünglich romanische Kirche durch Umbauten wesentlich verändert.

## Architektur
Man erreicht die Kirche über eine Treppe mit 35 Stufen. Da bei Umbauten das Querhaus zerstört wurde, schließt sich an das Langhaus heute unmittelbar der Chor an. Die dreiseitige Apsis wird von einem großen Maßwerkfenster dominiert. Auf dem Satteldach sitzt ein Dachreiter mit spitzer Haube.
Die Kirche besitzt im Innern zwei Säulen mit Kapitellen und ein Chorgestühl aus dem 16. Jahrhundert.